# ليزلي بالمر
ليزلي بالمر (بالإنجليزية: Leslie Palmer)‏ هو سباح بريطاني، ولد في 17 يونيو 1910.

## روابط خارجية
- ليزلي بالمر على موقع أوليمبيديا (الإنجليزية)